# Алексій (Ґотовцев)
Єпископ Алексій (в миру Олександр Дмитрович Ґотовцев; 1891, Область Війська Донського — 1936, Москва
) — єпископ Російської православної церкви, єпископ Рильський, вікарій Курської єпархії.

## Біографія
Народився в 1891 році в сім'ї протоієрея Димитрія Ґотовцева, клірика Донський єпархії .
Навчався в Донській духовній семінарії в Новочеркаську, яку закінчив в 1912 році за першим розрядом, будучи першим студентом за списком. У 1916 році закінчив Київську духовну академію зі ступенем кандидата богослов'я і був залишений професорським стипендіатом при академії.
У 1916 році пострижений у чернецтво в Києво-Печерській лаврі і висвячений на ієромонаха. Був благочинним і членом Духовного Собору Лаври.
До закриття Академії займав посаду помічника інспектора в Київській духовній академії. Його духовним батьком був ієромонах Алексій (Шепелєв).
У 1920 році був призначений намісником Києво-Братського монастиря з возведенням у сан архімандрита.
8 травня 1921 року хіротонізований на єпископа Звенигородського, вікарія Київської єпархії та призначений настоятелем Михайло-Архангельського Золотоверхого монастиря. У квітні 1922 року був заарештований і до листопада перебував в ув'язненні в київській тюрмі.
У квітні 1923 року знову заарештований, висланий до Москви.

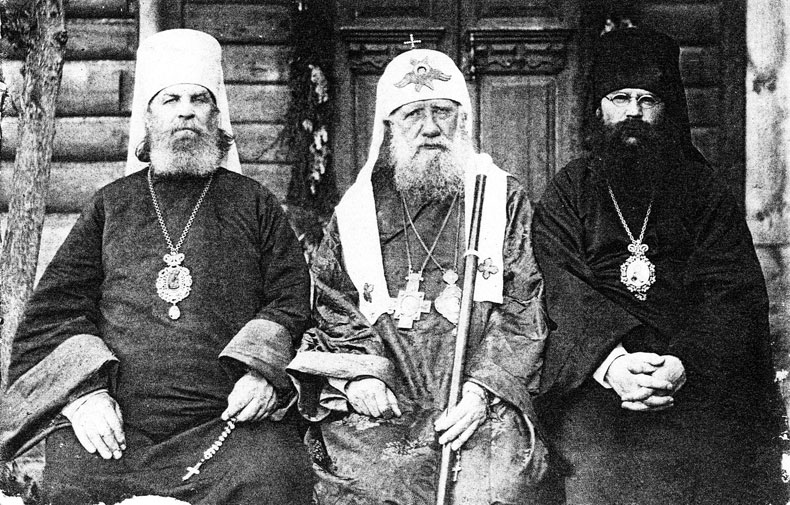
Разом з митрополитом Петром (Полянським) і Патріархом Тихоном в Серпухові. 1924 рік

17 вересня 1923 патріарх Тихон і Священний синод при ньому прийняли рішення про відкриття кафедри в Малоярославці та призначення на неї єпископа Звенигородського, вікарія Київської єпархії Алексія.
1 (14) жовтня 1923 патріархом Тихоном призначений єпископом Серпуховським, вікарієм Московської єпархії. Патріарху надходили численні прохання віруючих Серпухова, які, користуючись наданими їм патріархом за їх вірність православ'ю правом самим обрати собі єпископа, просили призначити єпископа Алексія як «сродного» по духу єпископу Арсенію. У 1925 році член Ради преосвященних московських вікаріїв.
12 квітня 1925 року підписав акт про передачу вищої церковної влади митрополиту Крутицькому Петру (Полянському).
У серпні 1925 року був заарештований і ув'язнений до Бутирської в'язниці в Москві, де знаходився до вересня того ж року.
В заповідальному розпорядженні митрополита Петра від 6 грудня 1925 року єпископ Алексій названий у складі Ради преосвященних Московських вікаріїв, якому доручено тимчасове управління Московською єпархією в разі неможливості здійснювати це Місцеблюстителя Патріаршого Престолу.
З лютого 1926 до травня 1927 року тимчасово керував Московською єпархією. У червні 1926 року висланий до Серпухова. З квітня 1927 року — єпископ Рильський, вікарій Курської єпархії. З лютого по квітень 1928 року тимчасово керував Курською єпархією.
Видання «Антірелігіозник» № 10 1931 року приводить такі слова: "Рильський єпископ Алексій (ЦЧО) в спеціальній грамоті наказав усім підлеглим йому церковним радам провести перевибори, обравши весь склад з бідняків та середняків. «Старі церковні ради — йдеться в постанові — з куркулів і купців демонструють перед населенням класовий характер церкви і відлякують рядове населення». Наскільки це відповідає дійсності, невідомо.
З 1932 року єпархією не керував, проживав в Москві і перебував на цивільній службі.
Помер в 1936 році в Москві в страшних муках від повзучої екземи. Відспіваний був, як мирянин. Похований на П'ятницькому цвинтарі.